# Прапор Малі
Прапор Малі — один з офіційних символів держави Малі.
Прийнятий 1 березня 1961 року. Первинний прапор був прийнятий 4 квітня 1959 року. У первинному варіанті на жовтій смузі була змальована фігурка людини. За деякими даними фігурка була вилучена відповідно до заборони ісламу на зображення людей (90 % населення Малі — мусульмани).

## Символізм
Зелений символізує родючість землі, золотий символізує чистоту та мінеральні багатства, а червоний символізує кров, пролиту за незалежність від французів.

## Конструкція прапора
|                     |
| Конструкція прапора |

## Кольорова схема
|         | Зелений    | Жовтний    | Червоний  |
| ------- | ---------- | ---------- | --------- |
| Pantone | 2271c      | 115c       | 3546c     |
| CMYK    | 91-0-100-0 | 0-9-100-0  | 0-86-63-0 |
| RGB     | 20-181-58  | 252-209-22 | 206-17-38 |
| HEX     | #14B53A    | #FCD116    | #CE1126   |

## Історичні прапори
| Прапор    | Роки використання | Пропорції    | Влада                  | Опис |
| --------- | ----------------- | ------------ | ---------------------- | --- |
|           | 1324              |              | Імперія Малі (можливо) | Реконструкція прапора, який використовував Муса I під час хаджу, можливий історичний прапор Малійської імперії. Він складався з жовтого прямокутника з центром на червоному полі.                 |
|           | 1880–1958         | 2:3          | Французький Судан      | Французький триколор використовувався як офіційний прапор Французького Судану протягом більшої частини його історії.                                                                              |
|           | 1958–1959         | 2:3          | Французький Судан      | новий прапор було прийнято в 1958 році, коли Французький Судан отримав автономію в рамках Французької співдружності. Він складався з французького триколору з чорною Канага в центрі білої смуги. |
|           | 1959–1960         | 2:3          | Федерація Малі         | Прапор, спочатку прийнятий після здобуття Малі незалежності, складався з вертикального триколору зеленого, золотого та червоного кольорів із чорним Канага в центрі золотої смуги.                |
| 1960-1961 | Респу́бліка Малі́   | 2:3          |                        | Прапор, спочатку прийнятий після здобуття Малі незалежності, складався з вертикального триколору зеленого, золотого та червоного кольорів із чорним Канага в центрі золотої смуги.                |
|           | Респу́бліка Малі́   | 1961–дотепер | 2:3                    | Нинішній прапор Малі був прийнятий 1 березня 1961 року, видаливши Канага на попередньому прапорі.                                                                                                 |